# 驾鹤街道
驾鹤街道，是中华人民共和国广西壮族自治区柳州市鱼峰区下辖的一个乡镇级行政单位。

## 行政区划
驾鹤街道下辖以下地区：
晶远社区、天山明珠苑社区、水南灯台社区、江滨社区、天山社区、天湖社区、桃源社区、红峰社区和蟠龙社区。